# Каложеро (певец)
Каложеро Жозеф Сальватор Мориси (фр. Calogero Joseph Salvatore Maurici; 30 июля 1971) — французский певец и композитор.
Также Каложеро участвует в благотворительных акциях, например, он принимал участие в четырёх благотворительных концертах проекта «Les Enfoires». Кроме того, он пишет музыку для фильмов и других артистов, а также занимается продюсированием.

## Биография

### Детство
Каложеро Мориси родился в семье выходцев из Сицилии в Эшироле, к югу от Гренобля 30 июля 1971 года. Его отец Джакомо Мориси (Giacomo Maurici) был художником. Каложеро - младший из четырёх детей в семье, после сестры Розы-Марии (Rose-Marie) и братьев Франсиса (Francis) и Жоакино (Gioacchino). Вырос в деревне Сен-Мишель-де-Сен-Жуар (департамент Изер), где его родители живут до сих пор. Некоторое время работал учеником повара в Гренобле. С 6 лет учился играть на флейте. Каложеро умеет играть на органе, гитаре, фортепиано, бас-гитаре.

### История группы «Les Charts»
В 1986 году, взяв себе псевдоним «Шарли» (Charly), Каложеро вместе со своим другом детства Франсисом Маджжиули и братом Жоакино по прозвищу Жаки (Jacky) создаёт группу «Les Charts». Один из участников группы Фред Матиа (Fred Mattia), покинул её через 6 месяцев после своего дебюта. Он и его группа были фанатами «Depeche Mode», и когда те заняли 34 место в чарте, друзья взяли слово чарты (фр. Les Charts) для названия, потому что оно ассоциировалось у них с любимой группой. После этого «Les Charts» начинает сотрудничество с французской певицей Франс Галь.
Благодаря рекомендациям Франс Галь, «Les Charts» встречаются с автором-продюсером Филиппом Гайаром (Philippe Gaillard), который написал тексты песен для их первого альбома «L’ocean sans fond» (1989). В период с 1989 по 1997 «Les Charts», помимо концертов в Европе, выпускают пять альбомов, один из которых, Notre Monde à nous, дважды становится золотым по количеству проданных дисков. Позже было записано ещё 3 альбома: «Hannibal» (1994), «Acte 1» (1995), «Changer» (1997). Группа распалась в 1998 году.

### Сольная карьера
Каложеро принимал участие в записи второго альбома Паскаля Обиспо. В конце 90-х годов Каложеро написал песни для Флорана Паньи, Элен Сегары , Исмаэля Ло, Жюли Зенатти, Патрика Фьори. Также Каложеро написал музыку нескольких песен для мюзикла 10 заповедей (мюзикл).
В 1999 году Каложеро выпускает свой первый альбом «Au milieu des autres».
В 2002 году издаёт второй сольный альбом «Calogero», одна из песен которого, «En Apesanteur», занимает первые строчки хит-парадов на протяжении нескольких недель и получает статус французской песни десятилетия (2000—2010). В альбом «Calogero» вошли ремейки песен Уильяма Шеллера, The Cure, Barbara и Эннио Морриконе.
Весной 2004 года Каложеро выпускает альбом под названием «3». На тот момент предыдущий альбом ещё продолжает оставаться лидером продаж. В том же году Каложеро на «NRJ Music Awards» получает премии «Франкоязычный певец года» (artiste masculin francophone) и вместе с Passi — «Франкоязычный дуэт года».
Каложеро участвовал в благотворительных концертах организации «Sidaction» в поддержку больных СПИДом.
12 марта 2007 года Каложеро выпустил альбом «Pomme C» («Яблоко С»), который разошёлся тиражом в 400 000 копий.
Новый альбом Каложеро «L’Embellie» (Просвет) вышел 20 апреля 2009 года. Первый сингл, «C’est dit», был написан Жан-Жаком Гольдманом. В написании альбома принимали участие Dominique A, Kent, Дик Аннегарн, Пьер Лапуант и Марк Лавуан. Альбом также включал дуэт с Grand Corps Malade.
В 2010 году Каложеро, работал с Флораном Паньи над его альбомом «Tout et son contraire» (Всё и его противоположность). В феврале 2010 года он вместе со своим братом написал музыку для песни «Noir sur Blanc» для Фрасуазы Арди. 25 октября 2010 г. Каложеро выступал на концерте «Solidarité: 300 jours déjà» в поддержку журналистов Эрве Гескьера и Стефана Тапонье, попавших в плен в Афганистане. 22 ноября он выпустил сборник своих лучших песен, которые Каложеро перезаписал с симфоническим оркестром.
В 2014 выпустил альбом Les feux d’artifices (Фейерверки), занявший первые позиции во Франции и Бельгии и ставший бриллиантовым. Первый сингл с альбома Un jour au mauvais endroit (Однажды в плохом месте) посвящён трагедии, произошедшей в пригороде Гренобля Эшироле, откуда родом сам Каложеро: группа молодых людей избили до смерти Софиан Тадбир и Кевина Нубисси (Sofiane Tadbirt et Kévin Noubissi).

## Дискография

### Сольное творчество

#### Альбомы
| Год  | Название                                         | Примечания        |
| ---- | ------------------------------------------------ | ----------------- |
| 1999 | Au Milieu des Autres                             | Студийный альбом  |
| 2002 | Calogero                                         | Студийный альбом  |
| 2003 | Calog3ro                                         | Студийный альбом  |
| 2005 | Live 1.0                                         | Концертный альбом |
| 2007 | Pomme C                                          | Студийный альбом  |
| 2009 | L’Embellie                                       | Студийный альбом  |
| 2010 | Best of: Version Originale / Version Simphonique | Студийный альбом  |
| 2011 | Live «En Concert»                                | Концертный альбом |
| 2014 | Les feux d’artifice                              | Студийный альбом  |
| 2017 | Liberté chérie                                   | Студийный альбом  |
| 2020 | Centre ville                                     | Студийный альбом  |
| 2023 | A.M.O.U.R.                                       | Студийный альбом  |
| 2024 | X                                                | Студийный альбом  |

#### Синглы
- 1999 — Prendre l’air
- 2000 — De Cendre et de Terre
- 2000 — Devant toi
- 2001 — Aussi libre que moi
- 2002 — En apesanteur
- 2003 — Tien An Men
- 2003 — Prendre Racine
- 2003 — Yalla
- 2004 — Face à la mer
- 2004 — Si seulement je pouvais lui manquer
- 2005 — Safe Sex
- 2005 — Devant toi
- 2005 — Un Jour parfait
- 2007 — Le Saut de l’ange
- 2007 — Pomme C
- 2008 — Danser encore
- 2008 — La débâcle des sentiments
- 2009 — C’est dit
- 2009 — L’ombre et la lumière
- 2009 — La fin de la fin du monde
- 2009 — Le passage des cyclones
- 2010 — Nathan
- 2011 — C’est d’ici que je vous ecris
- 2011 — La bourgeoisie des sensations
- 2014 — Les feux d’artifice

### Группа «Les Charts»

#### Альбомы
| Год  | Название           | Примечания        |
| ---- | ------------------ | ----------------- |
| 1989 | L’océan sans fond  | Студийный альбом  |
| 1991 | Notre monde à nous | Студийный альбом  |
| 1994 | Hannibal           | Студийный альбом  |
| 1995 | Acte 1             | Концертный альбом |
| 1997 | Changer            | Студийный альбом  |
| 1999 | Master Serie       | Компиляция        |

### Песни, написанные для других артистов
- Дебютный альбом Маэль (2019) — автор музыки ко всем песням и продюсер